# سایه‌های زمان
سایه‌های زمان (به هندی: Shadows of Time) فیلمی محصول سال ۲۰۰۵ و به کارگردانی فلورین گالنگنبر است. در این فیلم بازیگرانی همچون پرشانت ناریان، تانیشتا چاتراجی، عرفان خان، تیلتوما شومه، سومیترا چاترجی ایفای نقش کرده‌اند.